# كلوديا كارد
كلوديا كارد (بالإنجليزية: Claudia Card)‏ (30 سبتمبر، 1940 – 12 سبتمبر، 2015) كانت أستاذة إيما غولدمان (دبليو أي آر أف) في الفلسفة في جامعة ويسكونسن-ماديسون، مع ارتباط بدراسات المرأة، والدراسات اليهودية، والدراسات البيئية، ودراسات مجتمع الميم.

## تعليمها
تحصلت على شهادة البكالوريوس من جامعة ويسكونسن-ماديسون (1962) وشهادة الماجستير (1964) والدكتوراه (1969) من جامعة هارفارد، حيث كتبت أطروحتها تحت إشراف جون راولز.

## حياتها المهنية
انضمت كارد إلى كلية هيئة التدريس في قسم الفلسفة في ويسكونسن مباشرة بعد دراساتها في هارفارد. شغلت مناصب أستاذ زائر في معهد جوته (فرانكفورت، ألمانيا)، وكلية دارتموث (هانوفر، هولندا)، وجامعة بيتسبرغ. كتبت أربع أطروحات، ونقحت أو شاركت في تنقيح ستة كتب، ونشرت حوالي 150 مقالة ومراجعة. وقدمت حوالي 250 ورقة بحثية في مؤتمرات، وكليات، وجامعات وظهرت في 29 بث راديو. ألقت محاضرة جون ديوي للشعبة المركزية للجمعية الفلسفية الأمريكية (أي بّي أي) عام 2008. أصبحت كارد في إبريل من عام 2011 رئيسة الشعبة المركزية للجمعية الفلسفية الأمريكية. كان خطابها الرئاسي »النجاة من الأعمال الوحشية الجماعية طويلة الأجل: يو بوت، الصيادون، والغربان«. في عام 2013، دُعيت لإلقاء محاضرات بول كاروس، وهي سلسلة من ثلاث محاضرات تلقى لجمعية الفلسفة الأمريكية؛ وكانوا سيُلقون في الشعبة المركزية عام 2016.
في عام 2011، حصلت كارد على جائزة هيلديل من جامعة ويسكونسون للتميز في التدريس، والبحث والعمل. قالت رئيسة قسمها روس شيفر-لانداو عند ترشيحها لها للجائزة »كتبها ومقالاتها أصبحت أساسية للفكر النسوي مثل أهمية رأس المال لنظرية العمل. لا يمكنك أن تكون نسويًا ببساطة دون القراءة لكارد، وحتى لو لم تقرأ لكارد، فالنسوية اليوم تحمل أثرها بعمق شديد لدرجة أنك قد لا تدرك قد هضمت وجهات نظرها النظرية بطريقة أخرى«.

## أبحاثها
ركز عمل كارد البحثي بشكل رئيسي على الأخلاقيات والفلسفة الاجتماعية، من ضمنها النظرية الأخلاقية المعيارية؛ أخلاقيات النسوية؛ الأخلاقيات البيئية؛ ونظريات العدالة، العقاب، والشر. أبدت اهتمامًا خاصًا للنظريات الأخلاقية لكانت، وشوبنهاور، ونيتشه، وقرأت بشكل واسع في التاريخ، وعلم الاجتماع، وشهادة الناجين. في سبعينيات القرن التاسع عشر، كانت كارد عضوة قديمة ناشطة في جمعية الغرب الأوسط للمرأة في الفلسفة، وكانت رائدة في توضيح الفلسفة النسوية المثلية. دعمت مجموعة متنوعة من أبحاث وأنشطة المثليين خلال حياتها المهنية. في عام 1969، واختارتها جمعية المرأة في الفلسفة (إس دبليو آي بّي) لتكون فيلسوفة العام المميزة. اتخذت كارد في السابق مواقفًا مثيرة للجدل، مثل النقاش ضد الزواج، بناءً على أنه يعطي لكل طرف حقوقًا على الطرف الآخر لا يجب أن يملكها أحد، وكونه خطيًرا للنساء بالذات في المجتمعات الأبوية. بينما كانت الآخرون يرسمون صورًا وردية للمساواة في العلاقات المثلية، أتت واقعية كارد من خلال توضيحها لمخاطر ضرب المثليات. مناصرة للمضطهدين والأشخاص الذين في خطر ميز عملها منذ البداية، في كلاسيكيتها والمستشهد بها كثيًرا بعنوان »أو ميرسي«. وفي الآونة الأخيرة، تحول عملها إلى فهم طبيعة الشر. عالجت مشاكل العنصرية، التحيز الجنسي، الاضطهاد، وضعت نظرية إبادة جماعية على أنها موت اجتماعي، ووضعت نظريات التسلط العسكري، والعقاب، وكانت في وقت مبكر من عام 1996 تحثنا على رؤية الاغتصاب بمثابة سلاح للحرب.
قبل وفاتها، طوَّر عمل كارد فهمًا علمانيًا عن الشر، والذي يظهر في مجلدين من ثلاثية مَنوية، نموذج الفظائع: نظرية الشر. كُرست قضية هيبّاتيا للكتاب. يجمع هذان المجلدان 20 فيلسوفًا يعلقون على عمل كارد.
الكتاب الثاني في الثلاثية هو مواجهة الشرور: الإرهاب والتعذيب والإبادة الجماعية. بحثت كارد فيه في تفسيرها للفظائع باعتبارها نموذجًا للشر، مُنقحةً وموسعةً الآراء التي وضعتها في كتابها الأول، مع انتباه للشر الهيكلي، ودور الأذى، وأهمية الملومية. وناقشت بأن الشرور خاطئة بشكل غير مبرر وأنها لا تحتاج إلى أن تكون استثنائية. وأشارت أيضًا على أننا يجب أن ننتبه للشرور التي تحدث بشكل مشاع والتي نميل إلى غض النظر عنها. طبقت، اختبرت، ووسعت هذا التعليل المنقح في اختبار الأخطاء الأخلاقية للإرهاب، التعذيب، والإبادة الجماعية. وبينما كانت تكتب هذا الكتاب الثاني في الثلاثية، شاركت كارد كذلك في تنقيح مجموعة من الأوراق البحثية الفلسفية عن عواقب الإبادة الجماعية.
قبل وفاتها في 12 سبّتمبر، 2015، كانت كارد تعمل بشكل موسع على الكتاب الثالث في الثلاثية، عن النجاة من الفظائع. بُني هذا الكتاب على أساس خطابها الرئاسي في الجمعية الفلسفية الأمريكية عام 2010، وحافظ على تركيز على الفظائع الجماعية التي أصبحت مألوفة للغاية. تضمن هذا الكتاب كذلك الالتفات إلى النجاة من الفظائع الجماعية طويلة الأجل، والفقر، وكره النساء العالمي والمحلي.